# 塔勒杜區
塔勒杜區（阿拉伯语：‎）為敘利亞霍姆斯省的區，位在敘利亞中部。塔勒杜為該區的首府。
該區的三個分區原屬霍姆斯區轄下的分區，2010年從霍姆斯區拆分出來後新設此區。2004年的人口普查中該區人口為90,139人。

## 分區
塔勒杜區共分成3個分區或子區（nawāḥī）（2004年數據）：
| PCode | 名稱       | 阿拉伯語      | 人口   | 首府   |
| ----- | ---------- | ------------- | ------ | ------ |
|       | 塔勒杜分區 | ناحية تلدو    | 33,206 | 塔勒杜 |
|       | 胡拉分區   | ناحية كفرلاها | 38,297 | 胡拉   |
|       | 卡布分區   | ناحية القبو   | 18,636 | 卡布   |